# Katerina Stefanidi
Katerina Stefanidi (Kolargos, 4. veljače 1990.), grčka skakačica s motkom, olimpijska, svjetska i europska prvakinja.
Rođena je u atletskoj obitelji - otac Georgios natjecao se u skoku u dalj, a majka Zoi u šprintu. Njezina mlađa sestra Georgia također je skakačica s motkom. Oženjena je skakačem s motkom i trenerom Mitchellom Krierom.
Svoj prvi uspjeh ostvarila je osvajanjem zlatnog odličja na Svjetskom mlađejuniorskom prvenstvu 2005. u Marakešu. Sljedeće godine osvojila je i zlatno odličje na Gimnazijadi. Završetkom srednje škole dobiva športsku stipendiju na Stanfordu, a kasnije je diplomirala kognitivnu psihologiju na Državnom sveučilištu u Arizoni.
Osvajanjem brončanog odličja na Univerzijadi u kineskom Shenzhenu 2011. godine s preskočenih 4,45 metara postavila novi grčki državni rekord do 23 godine. Na Olimpijskim igrama sljedeće godine nije uspjela proći prednatjecanje.
Loš niz rezultata prekida osvajanjem srebrnog odličja na Europskom prvenstvu u Zürichu 2014., kao i na Europskom dvoranskom prvenstvu u Pragu nekoliko mjeseci kasnije. Godina 2016. bila je prijelomnica u njezinoj karijeri, jer te godine osvaja olimpijsko i europsko zlato kao i Dijamantnu ligu, a sljedeće godine postaje europska dvoranska, europska ekipna i svjetska prvakinja te drugi put zaredom osvaja Dijamantnu ligu, s time da je na Svjetskom prvenstvu pobijedila s novim grčkim nacionalnim rekordom od 4,91 metar i najboljim rezultatom sezone u skoku s motkom u svijetu.
U listopadu 2017. proglašena je Europskom atletičarkom godine na svečanosti u Vilniusu.